# Christine Ernst
Christine Ernst es una deportista estadounidense que compitió en remo. Ganó tres medallas en el Campeonato Mundial de Remo entre los años 1975 y 1987.

## Palmarés internacional
| Campeonato Mundial | Campeonato Mundial       | Campeonato Mundial | Campeonato Mundial |
| Año                | Lugar                    | Medalla            | Prueba             |
| ------------------ | ------------------------ | ------------------ | ------------------ |
| 1975               | Nottingham (Reino Unido) | Medalla de plata   | Ocho con timonel   |
| 1986               | Nottingham (Reino Unido) | Medalla de oro     | Doble scull ligero |
| 1987               | Copenhague (Dinamarca)   | Medalla de bronce  | Doble scull ligero |